# فینکنوردر
فینکنوردر (به آلمانی: Hamburg-Finkenwerder) یک منطقهٔ مسکونی در آلمان است که در Hamburg-Mitte واقع شده‌است. فینکنوردر ۱۱٬۶۲۹ نفر جمعیت دارد.